# تشارلي عض إصبعي
تشارلي عض إصبعي (بالإنجليزية: Charlie Bit My Finger)‏ هو مقطع فيديو اشتهر على يوتيوب ووصل عدد مرات مشاهدته منذ رفعه في مايو 2007 حتى تاريخ 23 يونيو 2017 إلى 851 على يوتيوب مليون مشاهدة. مدة المقطع حوالي 56 ثانية، وهو لطفلين إنجليزيين أحدهما عمره ثلاث سنوات ويدعى هاري والآخر عمره سنة واحدة ويدعى تشارلي. رفع والدهما مقطع الفيديو في آذار (مارس) 2007 ليتمكن من مشاهدته جد الطفلين.في البداية احتل لعدة سنوات المرتبة الأولى في عدد مرات المشاهدة غير أنه بظهور فيديوهات جديدة وخاصة لأغاني الفيديو كليب تراجع إلى المرتبة 95 في تاريخ 23 يونيو 2017.

## وصلات خارجية
- تشارلي عض إصبعي على موقع IMDb (الإنجليزية)

مقطع الفيديو الأصلي على يوتيوب